# Zarcinia
Zarcinia is een geslacht van vlinders uit de familie van de Galacticidae. Dit geslacht is voor het eerst wetenschappelijk beschreven door Pierre Chrétien in een publicatie uit 1915.

## Soorten
- Zarcinia ghorella Amsel, 1935
- Zarcinia nigrosignatella Chrétien, 1915
- Zarcinia sacra Meyrick, 1925
- Zarcinia stshetkini Mey, 2022
- Zarcinia walsinghami (Caradja, 1920)